# Metazygia gregalis
Metazygia gregalis là một loài nhện trong họ Araneidae.
Loài này thuộc chi Metazygia. Metazygia gregalis được Octavius Pickard-Cambridge miêu tả năm 1889.